# Kilmashogue Mountain
Kilmashogue Mountain är ett berg i republiken Irland.   Det ligger i provinsen Leinster, i den östra delen av landet, 9 km söder om huvudstaden Dublin. Toppen på Kilmashogue Mountain är 408 meter över havet. Kilmashogue Mountain ingår i Wicklowbergen.
Terrängen runt Kilmashogue Mountain är kuperad söderut, men norrut är den platt.Runt Kilmashogue Mountain är det tätbefolkat, med 319 invånare per kvadratkilometer. Närmaste större samhälle är Dublin, 9,2 km norr om Kilmashogue Mountain. Runt Kilmashogue Mountain är det i huvudsak tätbebyggt.